# Saint-Amans-des-Cots
Saint-Amans-des-Cots – miejscowość i gmina we Francji, w regionie Oksytania, w departamencie Aveyron. W 2013 roku jej populacja wynosiła 777 mieszkańców. 